# Hanna Rabe

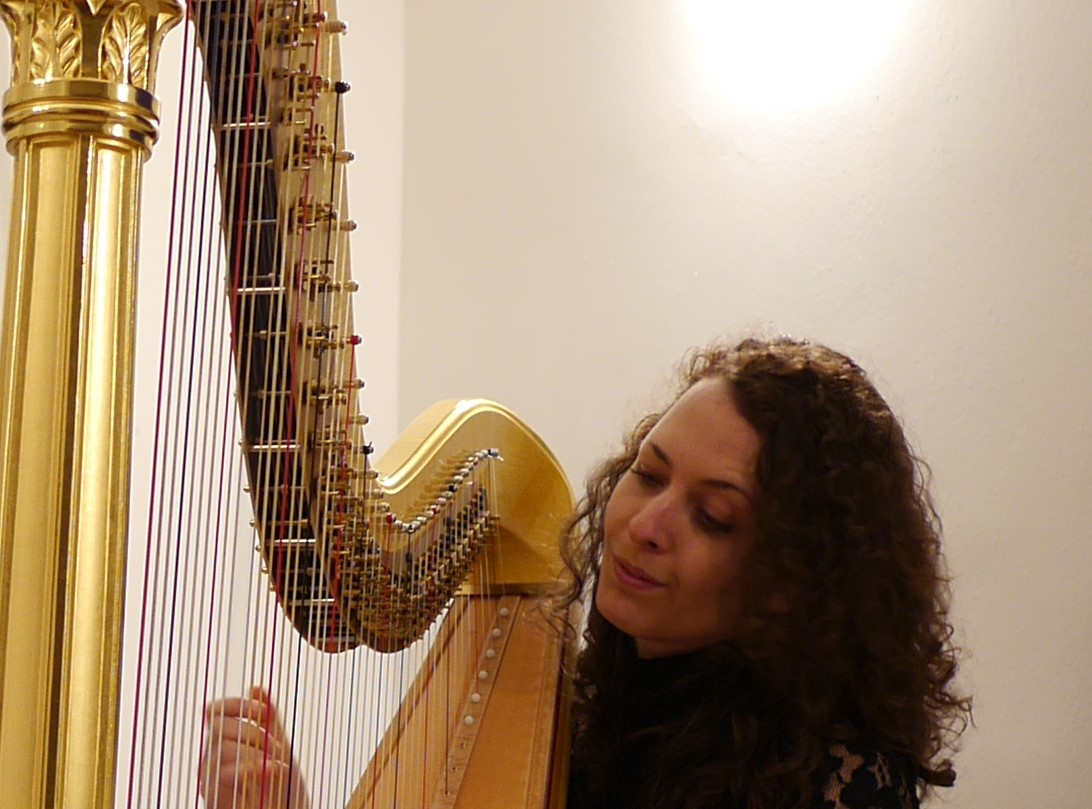
Hanna Rabe (2016)

Hanna Rabe (* 1988 in Bielefeld) ist eine deutsche Harfenistin.

## Leben
Hanna Rabe begann ihre künstlerische Ausbildung an der Hochschule für Musik Detmold, an der sie schon als Jungstudentin von der Harfenistin Godelieve Schrama unterrichtet wurde. Nach ihrem künstlerischen Diplom absolvierte sie dort 2016 das Konzertexamen mit Auszeichnung.
2012 gewann sie als erste Harfenistin den Wettbewerb der Märkischen Kulturkonferenz, woraufhin ihr das Märkische Stipendium für Musik 2013 verliehen wurde. Des Weiteren ist sie u. a. Preisträgerin des internationalen Harfenwettbewerbs der Franz-Josef-Reinl-Stiftung München/Wien.
Konzertengagements führten sie als Solistin, als Orchestermusikerin und Kammermusikerin u. a. in den Münchner Gasteig, die Kölner Philharmonie, die Elbphilharmonie Hamburg, das Aspen Music Festival (USA), das Schleswig-Holstein Musik Festival und die Salzburger Festspiele. Harfenkonzerte spielte sie unter anderem mit dem WDR Funkhaus Orchester Köln, den Dortmunder Philharmonikern, der Nordwestdeutschen Philharmonie, dem Folkwang Kammerorchester Essen, dem Detmolder Kammerorchester und der Hamburger Camerata. Sie spielte Produktionen mit dem Westdeutschen Rundfunk (WDR), dem Norddeutschen Rundfunk (NDR), dem Norwegischen Radio (NKR) und BBC Radio 3 (London) ein.